# Wołowiec (powiat kamieński)
Wołowiec – wieś w północno-zachodniej Polsce, położona w województwie zachodniopomorskim, w powiecie kamieńskim, w gminie Golczewo, nad strugą Wołczką, na Równinie Gryfickiej.
W latach 1946–1998 miejscowość należała administracyjnie do województwa szczecińskiego.

## Zabytki
- park dworski, z pierwszej poł. XIX, nr rej.: A-1367 z 29.09.1983, pozostałość po dworze.